# Jafeth Cabrera Franco
Jafeth Ernesto Cabrera Franco (Ciudad de Guatemala, 28 de noviembre de 1948) es un académico, empresario y político guatemalteco que fungió como Vicepresidente de Guatemala desde 2016 hasta 2020.

## Biografía

### Primeros años
Cabrera estudió en la Universidad de San Carlos de Guatemala, donde obtuvo un título en Médico y Cirujano. Fue Rector de la Universidad entre 1994 y 1998.

### Carrera política
La carrera política de Cabrera comenzó en 1999 cuando fue uno de los fundadores de la Unidad Nacional de la Esperanza con Álvaro Colom. Cabrera abandonó el partido poco después. En 2004 se convirtió en Secretario de Asuntos Agrícolas.
Junto a Jimmy Morales integraron el binomio presidencial del partido Frente de Convergencia Nacional -FCN-, para las Elecciones Generales de septiembre de 2015 en las que resultaron elegidos como el próximo binomio presidencial de Guatemala.
Cabrera ejerció el cargo de Presidente en funciones desde el 24 de febrero de 2016, hasta el 29 de febrero del mismo año, debido a que Jimmy Morales se encuentra en Washington D. C. en una reunión con diferentes sectores norteamericanos.

## Vida personal
Está casado con Genara Elizabeth Cortéz.